# Marli Siu
Marli Siu, née le 11 mars 1993, est une actrice écossaise.

## Biographie
Marli Siu est né le 11 mars 1993 d'une mère écossaise d'Édimbourg et d'un père chinois. Elle vit sur l'île de Lamma à Hong Kong jusqu'à l'âge de quatre ans, avant de déménager et de grandir à Forres à Moray, au nord-est de l'Écosse. Elle a quatre sœurs.

## Filmographie

### Cinéma
- 2017 : Anna et L'apocalypse : Lisa
- 2019 : Run : Kelly
- 2019 : Our Ladies : Kylah
- 2024 : Apartment 7A de Natalie Erika James

### Télévision
- 2016 : Still Game : Sally
- 2017 : Dixi : Echo (38 épisodes)
- 2019 : Grantchester : Karla Read
- 2020–2021 : Alex Rider : Kyra (10 épisodes)
- 2021 : Les Irréguliers de Baker Street : Susan Shipley
- 2022 : Everything I Know About Love : Nell (7 épisodes)[3]